# Gran Bretagna ai XIII Giochi olimpici invernali
La Gran Bretagna partecipò ai XIII Giochi olimpici invernali, svoltisi a Lake Placid, Stati Uniti, dal 14 al 23 febbraio 1980, con una delegazione di 48 atleti impegnati in sette discipline.